# New York Knicks 2004-2005
La stagione 2004-05 dei New York Knicks fu la 56ª nella NBA per la franchigia.
I New York Knicks arrivarono quarti nella Atlantic Division della Eastern Conference con un record di 33-49, non qualificandosi per i play-off.

## Roster
| N° | Naz.                   | Ruolo | Sportivo          | Anno | Alt. | Peso |
| -- | ---------------------- | ----- | ----------------- | ---- | ---- | ---- |
| 1  | Stati Uniti (bandiera) | GA    | Anfernee Hardaway | 1971 | 201  | 88   |
| 2  | Stati Uniti (bandiera) | G     | Jamison Brewer    | 1980 | 193  | 83   |
| 2  | Stati Uniti (bandiera) | A     | Maurice Taylor    | 1976 | 206  | 118  |
| 3  | Stati Uniti (bandiera) | G     | Stephon Marbury   | 1977 | 188  | 82   |
| 5  | Stati Uniti (bandiera) | A     | Tim Thomas        | 1977 | 208  | 104  |
| 8  | Stati Uniti (bandiera) | G     | Jermaine Jackson  | 1976 | 193  | 93   |
| 11 | Stati Uniti (bandiera) | G     | Jamal Crawford    | 1980 | 198  | 84   |
| 13 | Stati Uniti (bandiera) | C     | Nazr Mohammed     | 1977 | 208  | 100  |
| 13 | Stati Uniti (bandiera) | A     | Malik Rose        | 1974 | 201  | 113  |
| 14 | Croazia (bandiera)     | C     | Bruno Šundov      | 1980 | 218  | 100  |
| 20 | Stati Uniti (bandiera) | G     | Allan Houston     | 1971 | 198  | 91   |
| 21 | Stati Uniti (bandiera) | A     | Trevor Ariza      | 1985 | 203  | 91   |
| 25 | Stati Uniti (bandiera) | G     | Moochie Norris    | 1973 | 185  | 79   |
| 31 | Stati Uniti (bandiera) | A     | Jerome Williams   | 1973 | 206  | 93   |
| 40 | Stati Uniti (bandiera) | A     | Kurt Thomas       | 1972 | 206  | 104  |
| 42 | Stati Uniti (bandiera) | A     | Vin Baker         | 1971 | 211  | 105  |
| 45 | Stati Uniti (bandiera) | AC    | Jackie Butler     | 1985 | 208  | 113  |
| 49 | Stati Uniti (bandiera) | GA    | Shandon Anderson  | 1973 | 198  | 94   |
| 50 | Stati Uniti (bandiera) | A     | Mike Sweetney     | 1982 | 203  | 125  |

## Staff tecnico
- Allenatori: Lenny Wilkens (17-22) (fino al 22 gennaio)[1], Herb Williams (16-27)
- Vice-allenatori: Mark Aguirre, Greg Brittenham, George Glymph, Dick Helm, Michael Malone, Herb Williams (fino al 22 gennaio)